# I draghi del crepuscolo d'autunno
I draghi del crepuscolo d'autunno (titolo originale in lingua inglese Dragons of Autumn Twilight) è un romanzo fantasy scritto da Tracy Hickman e Margaret Weis e pubblicato per la prima volta nel 1984 in America dalla TSR. È il primo romanzo della trilogia delle Cronache di Dragonlance.
La trama è basata sulla versione romanzata dei moduli di avventura per il gioco di ruolo Dungeons & Dragons della serie DL, pubblicato anch'esso dalla TSR

## Trama
Nel mondo fantastico di Krynn da ormai tre secoli gli antichi Dei hanno abbandonato le popolazioni, dopo aver scagliato su di loro una montagna di fuoco. Dopo questo cataclisma, le popolazioni umane si sono date alla ricerca di nuovi Dei. Alcuni tuttavia credono ancora in quelli vecchi.
Dopo cinque anni di separazione, un gruppo di amici si ritrova alla Locanda dell'Ultima Dimora a Solace, dove lavora Tika. Si erano lasciati per girare il mondo in cerca di tracce degli antichi Dei e per verificare la veridicità delle voci su di un'imminente guerra al nord.
A ritrovarsi nel paese dove avevano vissuto per lunghi anni sono: Tanis Mezzelfo, il mago Raistlin Majere, profondamente cambiato d'aspetto dopo la Prova, assieme al suo gemello guerriero Caramon, l'aspirante Cavaliere di Solamnia Sturm Brightblade, il nano Flint Fireforge, e il kender Tasslehoff Burrfoot. Manca all'appuntamento la spadaccina mercenaria Kitiara.
Durante la sera giungono alla locanda due barbari, un uomo ed una donna, con un bastone tutto decorato. La massima autorità religiosa del villaggio cerca di sequestrare l'oggetto e ne nasce un tafferuglio durante il quale si scopre che il bastone è un potente artefatto taumaturgico.
Un vecchio, presente nella sala, istiga gli avventori non solo contro i barbari ma anche contro i compagni. Sono quindi costretti a fuggire tutti insieme dal villaggio. Durante la loro fuga vengono però attaccati da strane creature draconiche, pericolose anche dopo essere morte.
Nel tentativo di sfuggire a queste creature, i compagni si ritrovano nel Bosco stregato di Darken., ed è proprio qui che il debole e malaticcio Raistlin dimostra quanto siano cresciuti i suoi poteri in quei cinque anni, riuscendo a comunicare con gli spettri che li stavano attaccando. A questo punto gli spettri si ritirano e giungono dei centauri che li conducono dalla Guardiana della foresta, uno stupendo unicorno bianco. Essa rivela loro che un grande male sta prendendo forma nel mondo e dice loro di cercare le risposte nel luogo da cui proviene il bastone, la città distrutta di Xak Tsaroth.
L'avventura nella città si rivela piena di emozioni: il barbaro, di nome Riverwind, muore ucciso da un drago. La sua compagna, Goldmoon, lo resuscita con il potere del bastone di cristallo azzurro e ai compagni viene rivelata una grande verità: gli antichi Dei non hanno mai abbandonato gli uomini, sono stati loro a dimenticarli.
Viene anche rivelato loro che la Regina delle Tenebre, potentissima dea malvagia, è ritornata e ha risvegliato i draghi con l'obiettivo di conquistare tutto il mondo. Sempre nella città i compagni riescono infine ad uccidere il possente drago nero, ma al prezzo della vita di Goldmoon, ma Mishakal, Dea della Salute, la riporta alla vita e la consacra come sua chierica.
I compagni decidono di tornare a Solace, ma arrivati scoprono che il villaggio è nelle mani dei malvagi Signori dei draghi. Mentre cercano di capire cosa è successo, vengono catturati insieme alla cameriera Tika e deportati verso le miniere di Pax Tharkas.
Insieme a loro viene deportato un elfo, Gilthanas figlio del Portavoce dei Soli, vecchio compagno di infanzia di Tanis ora, però, non più in buoni rapporti con lui. Prima di giungere a destinazione, gli elfi attaccano il convoglio e liberano i prigionieri. I compagni vengono portati a Qualinesti, il regno degli elfi, prima patria di Tanis.
Lì egli incontra Laurana, figlia del Portavoce dei Soli e sorella di Gilthanas, con la quale aveva avuto una relazione nell'adolescenza. La ragazza pensa che egli sia tornato per lei, ma viene delusa quando il mezzelfo le rivela di amare Kitiara.
Il Portavoce dei Soli, attuale regnante degli elfi di Qualinesti, chiede ai compagni di provocare una rivolta degli umani prigionieri nelle miniere di Pax Tharkas per distrarre l'esercito di uno dei Signori dei Draghi e permettere agli elfi di fuggire dalle loro terre ormai minacciate. I compagni accettano e si imbarcano in quest'avventura; con loro vanno anche Gilthanas e Laurana. Alla fine riusciranno a provocare la rivolta e addirittura ad uccidere il Signore dei Draghi Verminaard.

## Edizioni
- Margaret Weis - Tracy Hickman, I draghi del crepuscolo d'autunno, traduzione di Stefano Negrini, collana Oscar Mondadori, Arnoldo Mondadori Editore, 1994,  p. 367, ISBN 88-04-38098-5.
- Margaret Weis e Tracy Hickman, I draghi del crepuscolo d'autunno, collana Dragonlance, traduzione di Stefano Negrini, Armenia, Milano, 1988,  p. 318, ISBN 88-344-0992-2.